# 赤沼淳平
赤沼 淳平（あかぬま じゅんぺい、1995年7月4日 - ）は、京都府京都市出身の元プロ野球選手（投手）。

## 経歴
嵯峨中学校時代は捕手として軟式野球をプレーし、府大会4強入り。学業成績も良かったことから、高校は立命館高校へ進学。硬式球を受けると手が痛くなることから、高校の硬式野球部からは投手に転向した。3年のときにはエースを務めるも、夏の大会は2回戦で敗退した。
プロを目指してレベルの高い東京都内の大学への進学を希望するも、実績不足からスポーツ推薦は厳しい状態だった。高校監督から半ばあしらわれるようにアメリカ行きを勧められ、カリフォルニア州にあるデザート短大からMLBドラフト指名を受けた鷲谷修也に憧れを抱き、赤沼も同短期大学に入学。投手コーチとしてやってきたアンソニー・クラゲットから「お前はプロに行ける」と言われたことに発奮し、初年度から先発投手として活躍し、2年夏にはサマーリーグ優勝に貢献した。語学スキルも上達させ、3年からはテネシー州にあるリー大学に編入した。ノーヒットノーランを達成し、全米週間MVP、リーグの週間MVPにも選出されるなどの活躍を見せた。また、大学では運動科学で学士号も取得した。
MLBドラフト指名からは漏れ、2019年は北米の独立リーグであるアメリカン・アソシエーションのゲーリー・サウスショア・レイルキャッツでプレーし、シーズン途中でフロンティアリーグのシャンバーグ・ブーマーズに移籍。シーズン終盤はチームの主力格となった。
2020年は新型コロナウイルスの感染拡大に伴い、リーグが活動を中止、2021年はビザの都合で渡米できず、チームでプレーできない状況が続いたが、その間、広島のトレーニングジムでトレーニングに励み、体重を10kg以上増加させた。2022年にシャンバーグと再契約を結び、2年半ぶりに復帰した。6月に故障者リスト入りするも、7月に復帰した。計15試合に登板し、4勝3敗の成績を挙げた。
2024年2月2日、研修を経て学生野球資格を回復した。

## 選手としての特徴・人物
最高球速は150km/hで、平均は145km/h程度。高校時代は139km/hほどだったが、大学時代に元立命館高コーチの岡嵜雄介からの紹介で、トレーナーの高島誠の下でトレーニングを積んだことで筋力を向上させていった。
変化球はカットボール、ツーシーム、チェンジアップ、スライダー、ナックルカーブなどを投げる。
選手としての活動外では、ストレングス&コンディショニングコーチとしても活動している。

## 詳細情報

### 独立リーグでの年度別投手成績
| 年 度   | 球 団          | 登 板 | 先 発 | 完 投 | 完 封 | 無 四 球 | 勝 利 | 敗 戦 | セ 丨 ブ | ホ 丨 ル ド | 勝 率 | 打 者 | 投 球 回 | 被 安 打 | 被 本 塁 打 | 与 四 球 | 敬 遠 | 与 死 球 | 奪 三 振 | 暴 投 | ボ 丨 ク | 失 点 | 自 責 点 | 防 御 率 | W H I P |
| ------- | -------------- | ----- | ----- | ----- | ----- | -------- | ----- | ----- | -------- | ----------- | ----- | ----- | -------- | -------- | ----------- | -------- | ----- | -------- | -------- | ----- | -------- | ----- | -------- | -------- | ------- |
| 2019    | レイルキャッツ | 16    | 4     | 0     | 0     | 0        | 2     | 2     | 0        | -           | .500  | 163   | 35.2     | 41       | 6           | 16       | 0     | 2        | 22       | 0     | 0        | 21    | 20       | 5.05     | 1.60    |
| 2019    | ブーマーズ     | 10    | 0     | 0     | 0     | 0        | 1     | 0     | 0        | -           | 1.000 | 116   | 27.2     | 25       | 2           | 8        | 0     | 4        | 19       | 1     | 1        | 11    | 10       | 3.25     | 1.19    |
| 2022    | ブーマーズ     | 15    | -     | -     | 0     | 0        | 4     | 3     | 0        | -           | .571  | 342   | 75.0     | 87       | 7           | 24       | 0     | 13       | 58       | 1     | 1        | 43    | 38       | 4.56     | 1.48    |
| AA：1年 | AA：1年        | 16    | 4     | 0     | 0     | 0        | 2     | 2     | 0        | -           | .500  | 163   | 35.2     | 41       | 6           | 16       | 0     | 2        | 22       | 0     | 0        | 21    | 20       | 5.05     | 1.60    |
| FL：2年 | FL：2年        | 25    | -     | -     | 0     | 0        | 5     | 3     | 0        | -           | .625  | 458   | 102.2    | 112      | 9           | 32       | 0     | 17       | 77       | 1     | 1        | 54    | 49       | 4.29     | 1.40    |

- 2022年シーズン終了時

### 背番号
- 61 （2019年 - 同年7月）
- 8 （2019年7月 - 同年終了、2022年）